# Zion and His Brother
Zion and His Brother (Zion ve' ahiv) è un film del 2009 diretto da Eran Merav.
Fu presentato in anteprima mondiale fra i film in concorso al Sundance Film Festival 2009.

## Trama
Con un padre assente e una madre divisa fra il lavoro e un nuovo fidanzato, il diciassettenne Meir si prende cura del fratello Zion, di tre anni più piccolo di lui. Meir e Zion vivono in un piccolo appartamento situato in un arido quartiere di Haifa. Nonostante bisticcino spesso, i due fratelli sono legati da un vincolo indissolubile. Un giorno di tarda estate, Zion si accorge che un suo amico etiope gli ha sottratto le scarpe. Meir, per difendere il fratello, perde la testa e quello che accade diventa un segreto che non può essere raccontato. Zion è allora costretto a scegliere tra la solidarietà col fratello e la responsabilità per ciò che è avvenuto.

## Produzione
Nella realizzazione del film, il regista affermò di essere stato ispirato dal clima sociale che si respira nella città di Haifa: "un'alienata società di immigrati, piena di disperazione ed economicamente fragile, dove la vita costa poco e sullo sfondo permane una guerra senza fine, in cui l'indole del paese cambia di decennio in decennio."

## Riconoscimenti
- 2009 – Ghent International Film Festival, Belgio
  - Miglior sceneggiatura
  - Candidatura al miglior film
- 2009: Sundance Film Festival – Candidatura al gran premio della giuria
- Fuori concorso
  - Torino Film Festival
  - Festival internazionale del cinema di Rio de Janeiro